# اچ‌ام‌اس آلبان (۱۸۰۶)
اچ‌ام‌اس آلبان (۱۸۰۶) (به انگلیسی: HMS Alban (1806)) یک کشتی بود که طول آن ۶۸ فوت ۲ اینچ (۲۰٫۷۸ متر) بود. این کشتی در سال ۱۸۰۵ ساخته شد.